# Маркевич, Яков Андреевич
Яков Андреевич Маркевич (укр. Яків Андрійович Маркевич; 17 октября 1696, Прилуки — 20 ноября 1770) — украинский писатель-мемуарист, переводчик, бунчуковый товарищ (1721), наказной полковник Лубенский (1721, 1723—1735), генеральный подскарбий Гетманщины.

## Биография
Представитель богатого малорусского дворянского рода Маркевичей. Сын Андрея Марковича, Лубенского полковника (1714—1727) и генерального подскарбия (1729—1740) Войска Запорожского. От Якова Андреевича берёт начало черниговская ветвь рода Маркевичей.
Образование получил в первом в Восточной Европе православном высшем учебном заведении — Киево-Могилянской Академии, был любимым учеником Феофана Прокоповича, долго поддерживал с ним дружеские отношения и переписку.
После учёбы в академии Яков Маркевич служил в казацком войске у гетмана И. Скоропадского, где дружил с черниговским полковником, а затем известным борцом за автономию Украины наказным гетманом Павлом Леонтьевичем Полуботком. Неоднократно выдвигался на должности в войсковую старшину Войска Запорожского.
В 1721 году - бунчуковый товарищ, в этом же и в 1723-1725 гг. - наказной полковник Лубенский.
После казни Полуботка избежал гонений и репрессий, по-видимому, благодаря заступничеству Феофана Прокоповича, который к тому времени стал правой рукой Петра I. Более того, Я. Маркович получил в собственность сëла Засулье под Ромнами и Сварково на Глуховщине, которые стали его родовой вотчиной.
Со временем Яков Андреевич дорос до генерального подскарбия (министра финансов) Гетманщины.

## Литературная деятельность
Яков Маркевич с юности отличался любовью к литературным занятиям. Вошëл в украинскую историю не как военный деятель, а благодаря своей литературной работе. Его перу принадлежат переводы с латинского языка прозаических произведений и стихов по мотивам псалмов и «слов» Иоанна Златоуста и других отцов церкви.
Яков Андреевич является одним из первых представителей Малороссийской старшины, кто занимался генеалогией. Он оставил «Генеалогические заметки» и «Дияриюш», охватывающие период с 1717-го по 1764 год и содержащие сведения о политической, социально-экономической и культурно-бытовой истории Украины времен Гетманщины.
Кроме того, его литературное наследие включает обширный дневник, веденный Я. Маркевичем в течение полувека с 1717 по 1767 г., который, в сокращении и с подновлением языка, был издан в 1859 году.
Попытки издать дневники Маркевича делались трижды: О. Марковичем, О. Лазаревским и В. Модзалевским. Однако значительная их часть так и осталась неопубликованною (как и подавляющее большинство сочинений Якова Андреевича Маркевича). Некоторые рукописи этого талантливого писателя и переводчика уже утеряны.

## Семья
Первым браком Яков Андреевич был женат на Елене Павловне Полуботок (? — 1745), внучатой племяннице гетмана Ивана Самойловича и дочери черниговского полковника и наказного гетмана Павла Леонтьевича Полуботка.
Вторая жена — Мария Прохоровна Лысенко.